# 36184 Pavelbožek
36184 Pavelbožek è un asteroide della fascia principale. Scoperto nel 1999, presenta un'orbita caratterizzata da un semiasse maggiore pari a 2,3880539 au e da un'eccentricità di 0,1479939, inclinata di 0,41449° rispetto all'eclittica.